# 통금 5분전
"통금 5분전"(통금오분전)은 한국에서 제작된 이정호 감독의 1967년 영화이다. 신영균 등이 주연으로 출연하였고 이수희 등이 제작에 참여하였다.

## 출연

### 주연
- 신영균
- 허장강
- 도금봉
- 최성호

## 기타
- 조명: 김인수
- 미술: 홍성칠